# Hagmann-Ventil

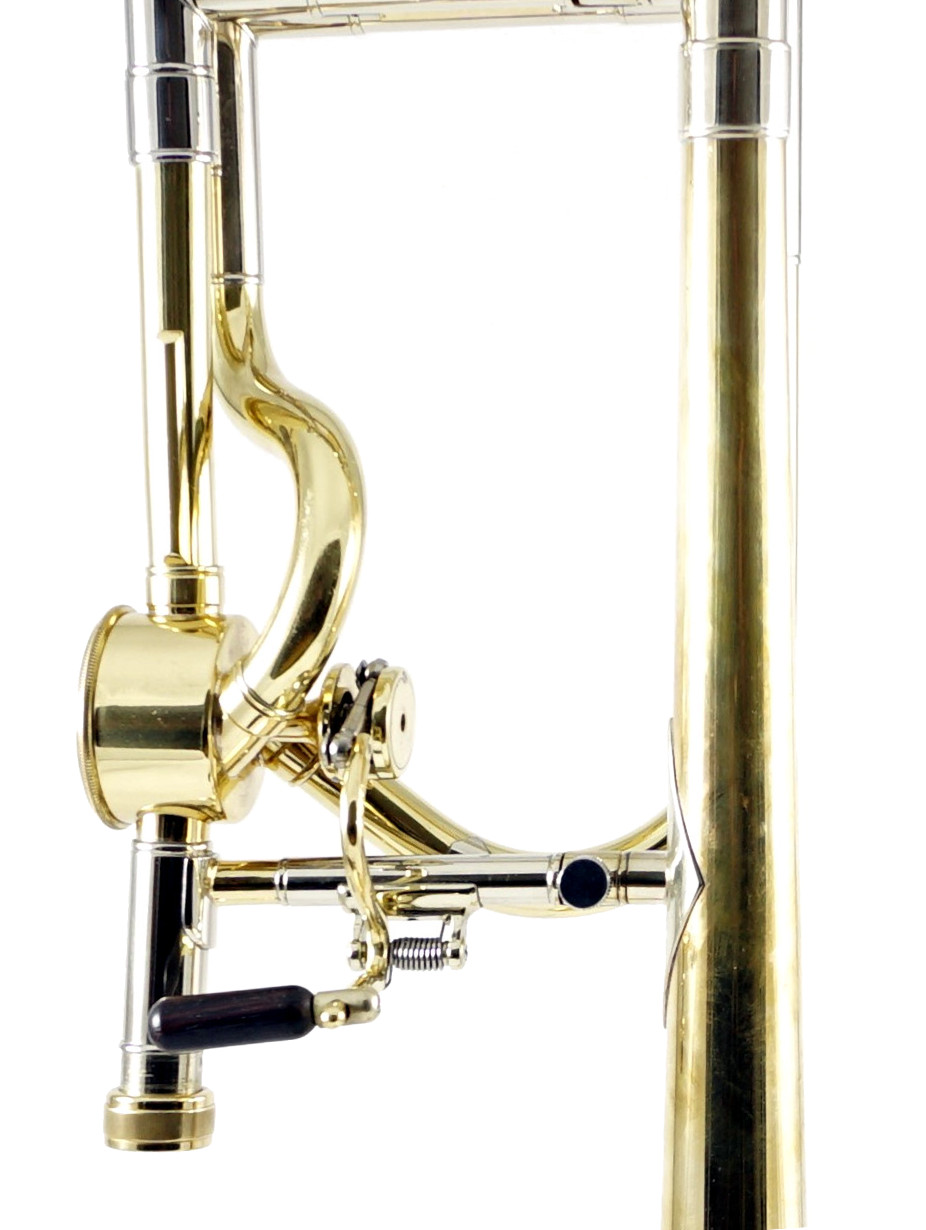
Hagmann-Ventil an einer Tenorposaune

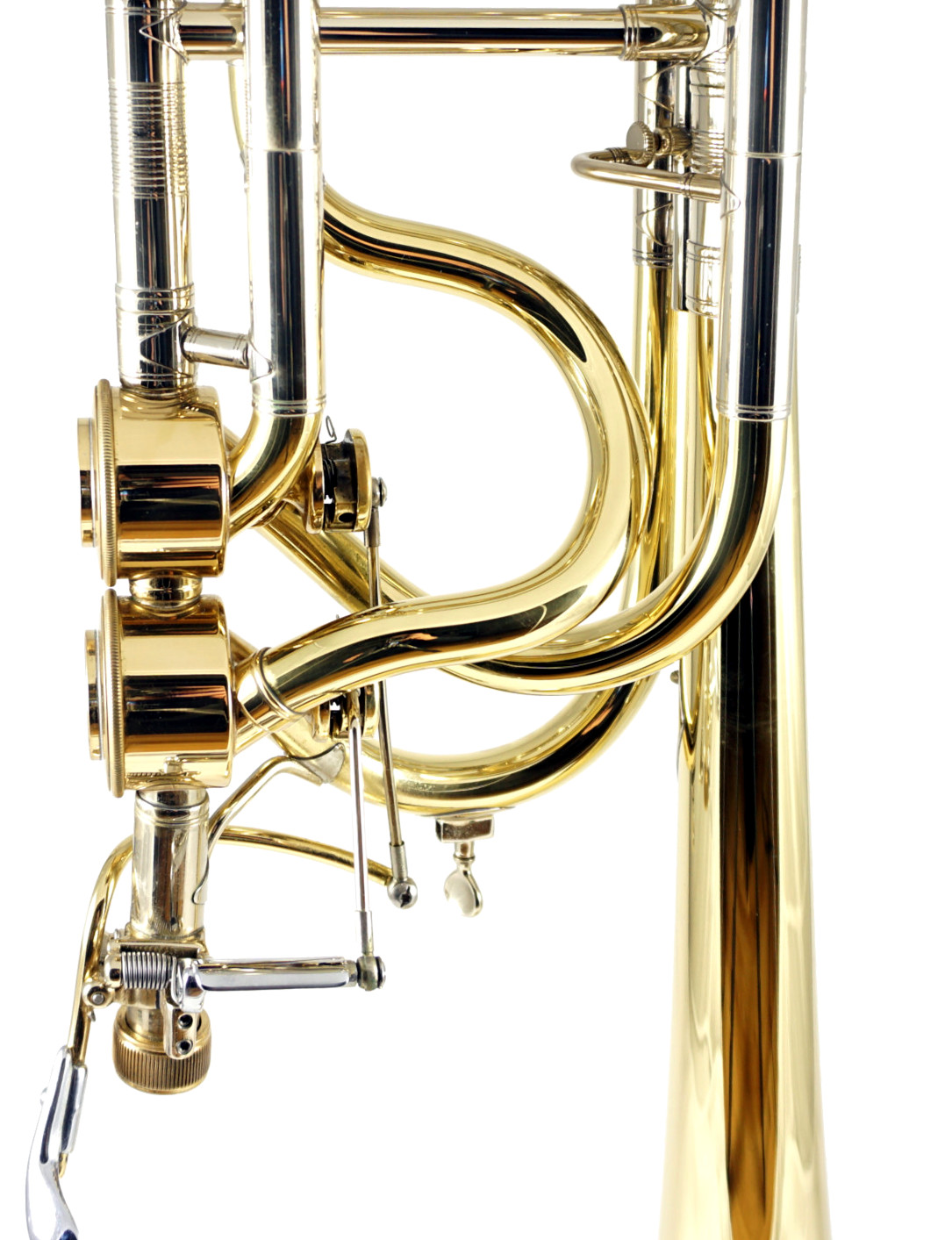
Hagmann-Ventile an einer Bassposaune

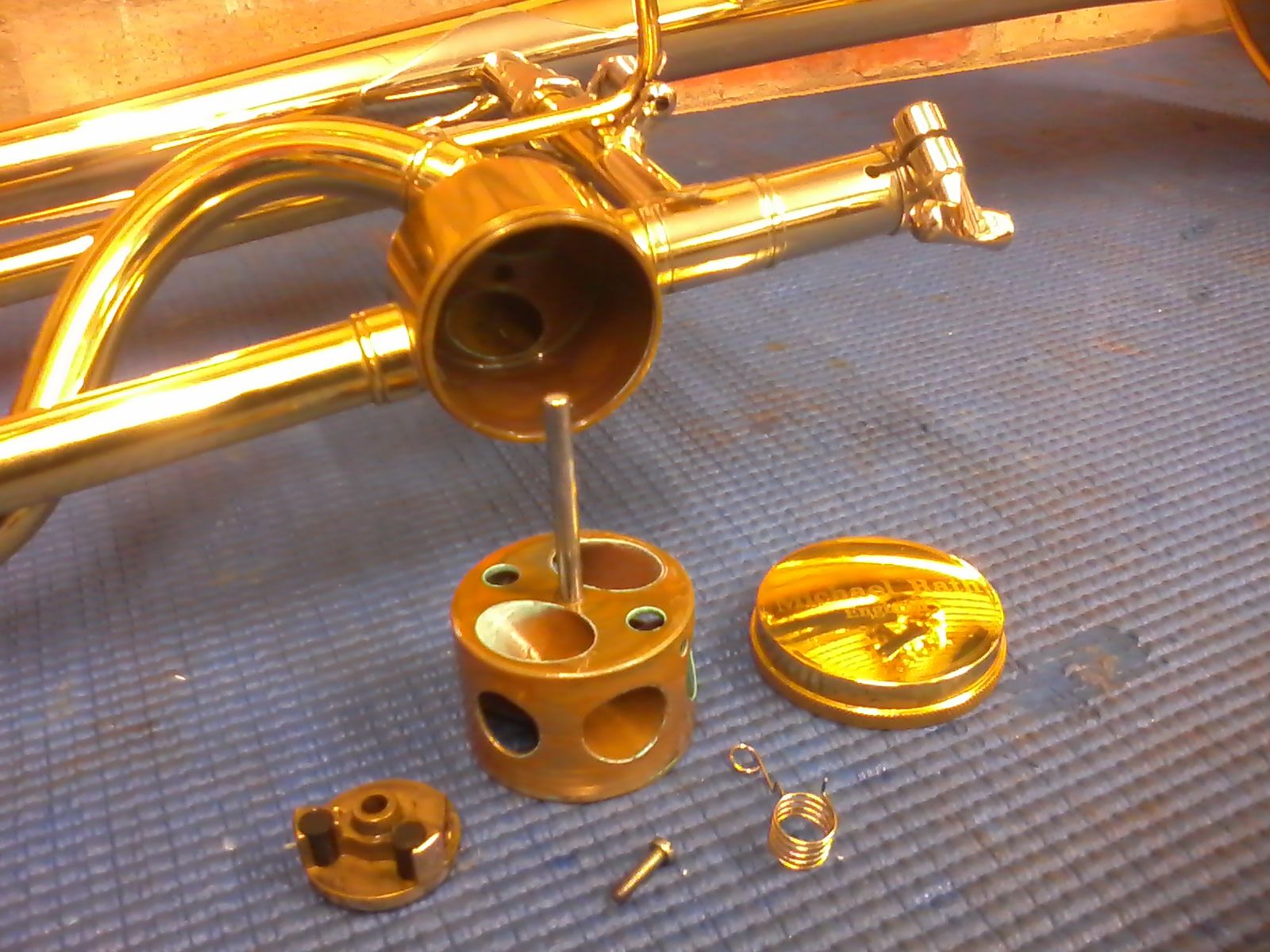
Zerlegtes Hagmann-Ventil an einer Tenorposaune

Das Hagmann-Ventil ist ein rechtlich geschütztes Ventil für Blechblasinstrumente. Entwickelt und entworfen wurde es von dem Schweizer Musiker und Instrumentenbauer René Hagmann. Erstmals eingesetzt wurde es im Jahr 1990. Hagmanns Ziel war es, ein Ventil zu schaffen, bei dem die Nachteile der beiden bisher existierenden Ventilformen (Drehventil und Thayer-Ventil) ausgemerzt werden. Gegenüber dem Drehventil hat das Hagmann-Ventil einen optimierten Strömungsverlauf. Gegenüber der relativ komplexen Bauweise des Thayer-Ventils punktet das Hagmann-Ventil mit einer besseren Zuverlässigkeit sowie einer einfacheren Instandhaltung.

## Aufbau

Das Hagmann-Ventil, in normalem (A) und gedrücktem (B) Zustand. Oben sieht man den Blick direkt auf das Ventil. Unten ist der Blick von der Seite zu sehen. 1. Luftstrom vom Mundrohr 2. Luftstrom zum Trichter
3. Luftstrom zum und vom Ventilrohr 4. Ventilgehäuse 5. Ventilkappe
6. Weg am Ventil vorbei 7. Weg durch das Ventilrohr 8. Drehachse des Zylinders
Source: Figs. 1A–1E (prior art), Shires Tru-Bore patent.

Ein normales Drehventil hat einen Zylinder mit zwei Ventilöffnungen, welche den Luftstrom beim Betätigen des Ventils um 90° umlenken. Bei dem Waldhorn oder bei der Tuba ist dies kein Problem, da die Rohre des Instruments bereits häufig gebogen sind. Bei der Posaune hingegen, soll ein möglichst direkter Klang entstehen. Dieser Klang entsteht durch möglichst wenig Krümmungen des Rohres. Durch den schmalen Radius bei der Umlenkung des Luftstromes durch das herkömmliche Drehventil, wird dieser gewollte direkte Klang also verfälscht.
Beim Hagmann-Ventil hat der Zylinder drei Ein- und Ausgänge. In der Normalstellung wird der Luftstrom durch die Mitte des Zylinders mit nahezu keiner Krümmung geleitet.
Bei betätigtem Ventil dreht sich der Zylinder lediglich um 60° und nutzt die beiden anderen Ein- und Ausgänge. Der Luftstrom wird um ca. 45° durch den Zylinder in das Ventilrohr umgeleitet. Dadurch wird der Luftwiderstand verringert und der Posaunist kann „freier“ blasen.
Auch wenn das Hagmann-Ventil nicht die geringe Krümmung des Luftstroms des Thayer-Ventils von 20–25° erreicht, ist das Blasen durch das Ventil deutlich freier als bei dem Drehventil. Weiterhin ist es mechanisch dem Drehventil sehr ähnlich und eine Reinigung und Wartung ist ähnlich simpel, was beim Thayer-Ventil nicht der Fall ist.
Das Hagmann-Ventil ähnelt mehreren anderen Dreiwege-Ventilkonstruktionen. US-Patente für das Bach-Balanced- oder „K“-Ventil (seit 1995) und das Miller-Ventil (sei 1998) zeigen, dass beide einen ähnlichen Mechanismus verwenden, jedoch mit S-förmigen Ventilöffnungen. Diese Öffnungen sind vollständig in dem Drehzylinder enthalten, die Drehung beträgt hier 90° und die Öffnungen sind an den Seiten des höheren Ventilgehäuses, nicht an der Oberseite. Nur sehr wenige Instrumente wurden mit diesen Ventilen gebaut und verkauft. Beide Patente sind inzwischen abgelaufen.
Das „Tru-Bore“-Ventil von Shires (US-Patent erteilt 2006) soll das Design von Hagmann verbessern, indem das Ventil auf der Seite montiert wird. Um die Herstellung zu vereinfachen, soll hier ein einteilig gegossener Drehzylinder verwendet werden, anstatt ihn aus gelöteten Rohren zusammenzubauen. Dadurch soll der leichte Knick im geraden Weg eliminiert und der Luftstrom verbessert werden.

## Anwendung
Hagmann-Ventile sind an Posaunen von einigen Herstellern aufzufinden. Vorrangig werden Instrumente für Profis mit diesem Ventil ausgestattet. Einige Hersteller sind folgende: Bach, Courtois, Haag, Rath, S.E. Shires, Schagerl, and Thein.
2004 entwarf der Hersteller Haag ein F-Cimbasso mit fünf Hagmann-Ventilen. Obwohl keine Weiterentwicklung erfolgte, wird dieses Instrument weiterhin bei einigen Opernaufführungen und von einigen Orchestern (z. B. Badische Staatskapelle, Ungarische Staatsoper, und dem Sydney Symphony Orchestra) genutzt. Der schwedische Jazzmusiker Mattis Cederberg nutzt dieses Instrument ebenso.